# Kmečki stolp (Boerentoren)
Boerentoren (uradno KBC Tower, prvotno Torengebouw van Antwerpen, v prevodu 'Kmečki stolp') je zgodovinska visokogradnja v Antwerpnu v Belgiji. Zgrajena med letoma 1929 in 1932 ter prvotno 87,5 m visoka, ostaja najvišja stavba in druga najvišja zgradba v mestu (za gotsko stolnico Naše gospe). Boerentoren je drugi nebotičnik v Evropi. Prvi je bil rotterdamski White tower (Beli stolp), ki je bila tudi najvišja poslovna stavba v mestu in prvi evropski nebotičnik v Evropi leta 1898 s 43 metri!
Boerentoren je zasnovan v slogu Art déco. Ko je bil dokončan, je bil najvišja stavba do strehe na celini do leta 1940, ko so v Genovi v Italiji odprli stolp Terrazza Martini. Boerentoren je ostal do leta 1960 najvišji v Belgiji in je trenutno na 21. mestu v državi. Leta 1954 je bil stolp povišan z anteno, ki je dosegla skupno višino 112,5 m. Leta 1976 je bila streha stolpa dvignjena za 8,3 m, zato je trenutna višina strehe 95,8 m. Stavbo je zasnoval Jan Van Hoenacker

## Zgodovina
Med prvo svetovno vojno so leta 1914 Nemci ob obali Antwerpna uničili skupino hiš Schoenmarkt-Beddenstraat. Leta 1919 je mesto objavilo natečaj za preoblikovanje tega okrožja. V dvajsetih letih je mesto pod vodstvom župana Fransa Van Cauwelaerta še vedno ni začelo projekta, da bi ga lepo zaključili v pripravah na svetovno razstavo, ki je bila predvidena za leto 1930. Mesto je želelo zmanjšati stroške z iskanjem partnerja, ki ga je našla v banki Algemeene Bankvereeniging, ki je sodelovala z Middenkredietkasom in bila tudi članica belgijske kmetijske zveze. "Middenkredietkas" je leta 1934 objavil stečaj, saj je uporabil velik del svoje likvidnosti, da bi rešil splošno bančništvo, primanjkljaj je znašal 930 milijonov BF.  Prihranki so bili deloma povrnjeni, vendar se je to zgodilo v različnih fazah in je trajalo 28 let. Po tem debaklu je bila leta 1935 ustanovljena komercialna kreditna banka iz Algemeene Bankvereeniginga in Kortrijk banke za trgovino in industrijo. V Antwerpnu je bilo prav tako rečeno, da je bil "Boerentoren" zgrajen z denarjem, ki je bil ukraden kmetom. 24. decembra 1931 je bila operacija prenesena na hčerinsko podjetje Mobezit, zaradi česar je iz knjig družbe Algemeene Bankvereeniging izginila ogromna naložba v višini od 40 do 50 milijonov. Mobezit je prevzel Kredietbank leta 1965.

## Gradnja
Zemljišče v velikosti 2124,85 kvadratnih metrov je mesto 7. avgusta 1928 prodalo za 7.200.000 frankov, prodajo pa je mestni svet odobril 28. avgusta istega leta. V skladu s kupoprodajno pogodbo je bil:
Kupec dolžan zgraditi sodobno spomeniško stavbo, ki bo na voljo za prodajo in bo v estetsko prijetna.
Trije arhitekti so sodelovali pri izgradnji stolpnice. Emiel Van Averbeke, glavni arhitekt Antwerpna, je svetoval v imenu mesta. Jan Vanhoenacker je bil imenovan kot graditelj in mu je pomagal Jos Smolderen, ki je bil odgovoren za notranje oblikovanje in fasadno arhitekturo. Iz razprav na sestanku občinskega sveta leta 1928 je mogoče sklepati, da ni bilo jasno kdo je pravi avtor projekta, moral bi biti Van Averbeke, vendar ni na voljo nobenih pomembnih dokazov. Po nedavnih raziskavah bi idejni načrt izdelal Jos Smolderen. 
Za izvajalca del je bila sklenjena pogodba z družbo Willebroek "Société Anonyme, anciennement Dumon & Vander Vin". Gradnja se je začela februarja 1929 z izkopom gradbene jame in postavitvijo temeljev. Odločili so se za trdno nepropustno osnovno ploščo pod celotno zgradbo. Plošča je debela dva metra pod stolpom in en meter pod stranskimi krili. 25. oktobra istega leta so začeli graditi jekleni okvir, ki je moral nositi stavbo. Jekleni nosilci so bili med seboj povezani z vijaki in zakovicami. Skelet je sestavljen iz stebrov, razporejenih od 3,5 do 5 metrov narazen. Povezani so bili z nosilci. Konstrukcijo okostja je izvedla družba Demag iz Duisburga in je bila zaključena marca 1930. Takrat je bilo mogoče začeti z vgradnjo betonskih talnih plošč in sten v opeki. Votlaki so bili uporabljeni za zunanje obloge. Zidovi niso nosilni, ampak so služili samo kot polnilo. Prostor med notranjo in zunanjo oblogo je bil uporabljen za instalacije. Nad glavnim vhodom v črnem marmorju so uporabili osem bronastih art-deco skulptur Arthurja Pierra.
1. septembra 1930 so bile trgovine v pritličju Schoenmarkta pripravljene, 15. decembra pa je bila odprta restavracija Torenkelder. Do jeseni leta 1931 je bil največji del pisarn in stanovanj urejen. Stavba je bila končana 24. decembra 1931. Panoramska dvorana v 24. nadstropju je bila odprta za javnost 19. marca 1932, 29. marca pa se je banka preselila v nove pisarne.
Do leta 1969 se je le malo spremenilo v zgradbi stolpa. Leta 1970 se je začela obnova, poleg Eiermarkta pa je bilo dodano novo krilo. To krilo bi moralo biti zgrajeno skupaj z glavno stavbo, vendar zaradi finančnih težav banke takrat ni bilo realizirano.

## Dejstva
- Višina:
  - 87,5 m: prvotna višina leta 1931
  - 100 m: višina leta 1954 po izgradnji relejskega oddajnika takratnega NIR.; 112,5 m, če upoštevamo antene.
  - 95,75 m: višina od konverzije vrha v letih 1975-1976.
- izkopi: 7.000 m³
- okvir: 3.400 ton jekla
- betonsko železo: 500 ton
- opaž betonskih delov: 18.500 m²
- kovice: 430.000
- vijaki: 180.000
- opeka: 3.500.000 kosov
- zunanja obloga: 6.000 m²
- Schwenstein kamen za notranje stene: 350.000 kosov
- beli burgundski kamen: 1.400 m³
- cement 3,550 ton
- mavec: 200 ton
- rečni pesek: 6.000 m³
- jeklena okna: 2.000 m²

## Vodni rezervoar
Za dobavo samega stolpa in kot zalogo za morebitno gašenje je bil v 25. nadstropju nameščen ogromen rezervoar iz bakra z zmogljivostjo 230 m³. Nivo vode se stalno vzdržuje z električnimi črpalkami. Za rezervoar je bilo uporabljenih 900 m² bakrenih plošč skupne težo 7 ton.

## Zanimivosti
- V lepem in jasnem vremenu se z vrha Boerentorena vidi Atomium v Bruslju.
- Boerentoren ima največjo klet v Antwerpnu.
- Tanja Dexters je avgusta 1999 načrtovala base skok iz Boerentorena, vendar je varnostno osebje ni spustilo.